# Softengine
A Softengine egy finn alternatív rockzenekar, akik Finnországot képviselték a 2014-es Eurovíziós Dalfesztiválon a Something Better című dalukkal.
Első nagylemezük, a We Created the World 2014 októberében jelent meg. A zenekar tagjai 1994 és 1997 között születtek. 2015. december 4-én jelent meg From Earth, From Ashes, From Dust című EP-jük, amely olyan dalokat tartalmaz, mint az All About You & I és a Big Fat Bass Drums.

## Pályafutás

### 2011–2013: Korai évek
A zenekar a finnországi Seinäjokiban alakult 2011 nyarán, az énekes-gitáros-dalszerző Topi Latukka nagyszüleinek nyaralójában. A végleges felállás 2013 nyarán formálódott meg, hosszú dalírási, gyakorlási időszak, koncertezés és zenekari versenyeken aratott sikerek után.

### 2013–2014: Eurovíziós Dalfesztivál és We Created the World
2013. december 10-én a Softengine bekerült az Uuden Musiikin Kilpailu 2014-es mezőnyébe. 2014. január 11-én megnyerték az elődöntőjüket, így bejutottak a döntőbe, ahol február 1-jén Finnország indulójának választották őket a Something Better című dallal.
A dal 2014. március 21-én jelent meg hivatalosan. A dalfesztivál második elődöntőjében a zenekar nyolcadikként lépett a színpadra Litvánia után és Írország előtt. Innen 97 ponttal a harmadik helyen jutottak tovább a döntőbe. A döntőben tizennyolcadik fellépőként szerepeltek, és 72 ponttal a tizenegyedik helyen végeztek, ami Finnország legjobb helyezése volt a 2006-os Eurovíziós Dalfesztiválon aratott győzelem óta.
2014 júniusában új kislemezt adtak ki Yellow House címmel, melyet októberben a The Sirens című dal követett. A hozzá készült hivatalos videoklip október 17-én került fel a YouTube-ra, ugyanazon a napon jelent meg a zenekar debütáló albuma, a We Created the World, amely tizenegy dalt tartalmazott, köztük olyan kislemezeket, mint a Something Better, a Yellow House és a The Sirens. A What If I? című dal decemberben jelent meg kislemezként, videoklippel együtt.
2014 szeptemberében bejelentették, hogy Eero Keskinen, a zenekar basszusgitárosa, elhagyja az együttest, hogy a világítástechnikai szakmai karrierjére összpontosítson.

### 2015–2018: UMK és All About You And I
2015 márciusában a zenekar akusztikus verzióban adta elő a Something Better és a The Sirens dalokat az Uuden Musiikin Kilpailu színpadán. 2015. június 17-én megjelent új kislemezük, az All About You And I.
A zenekar 2016 augusztusában kiadta a Free Rider című kislemezt, amely az eredeti tervek szerint egy később megjelenő EP-n kapott volna helyet. Az EP második kislemeze, és egyben utolsó daluk, a She Is My Messiah 2016 novemberében látott napvilágot.
2017 májusában Henri Oskár billentyűs kilépett a zenekarból. Ezzel egyidőben a zenekar bejelentette, hogy trióként folytatják tovább.

## Diszkográfia

### Albumok
- We Created the World (2014)

### EP-k
- From Earth, From Ashes, From Dust (2015)

### Kislemzek
- Broken Reflection (2014)
- Circle (2014)
- In Disarray (2014)
- Narcissus (2014)
- Our Life, Our Love (2014)
- Our New Age (2014)
- Phone Call from Unknown (2014)
- Something Better (2014)
- The Sirens (2014)
- What If I? (2014)
- Yellow House (2014)
- All About You & I (2015)
- Big Fat Bass Drums (2015)
- Golden Years (2015)
- Raise a Glass (2015)
- Free Rider (2016)
- She Is My Messiah (2016)